# Protestos contra a crise financeira na Islândia em 2008-2009

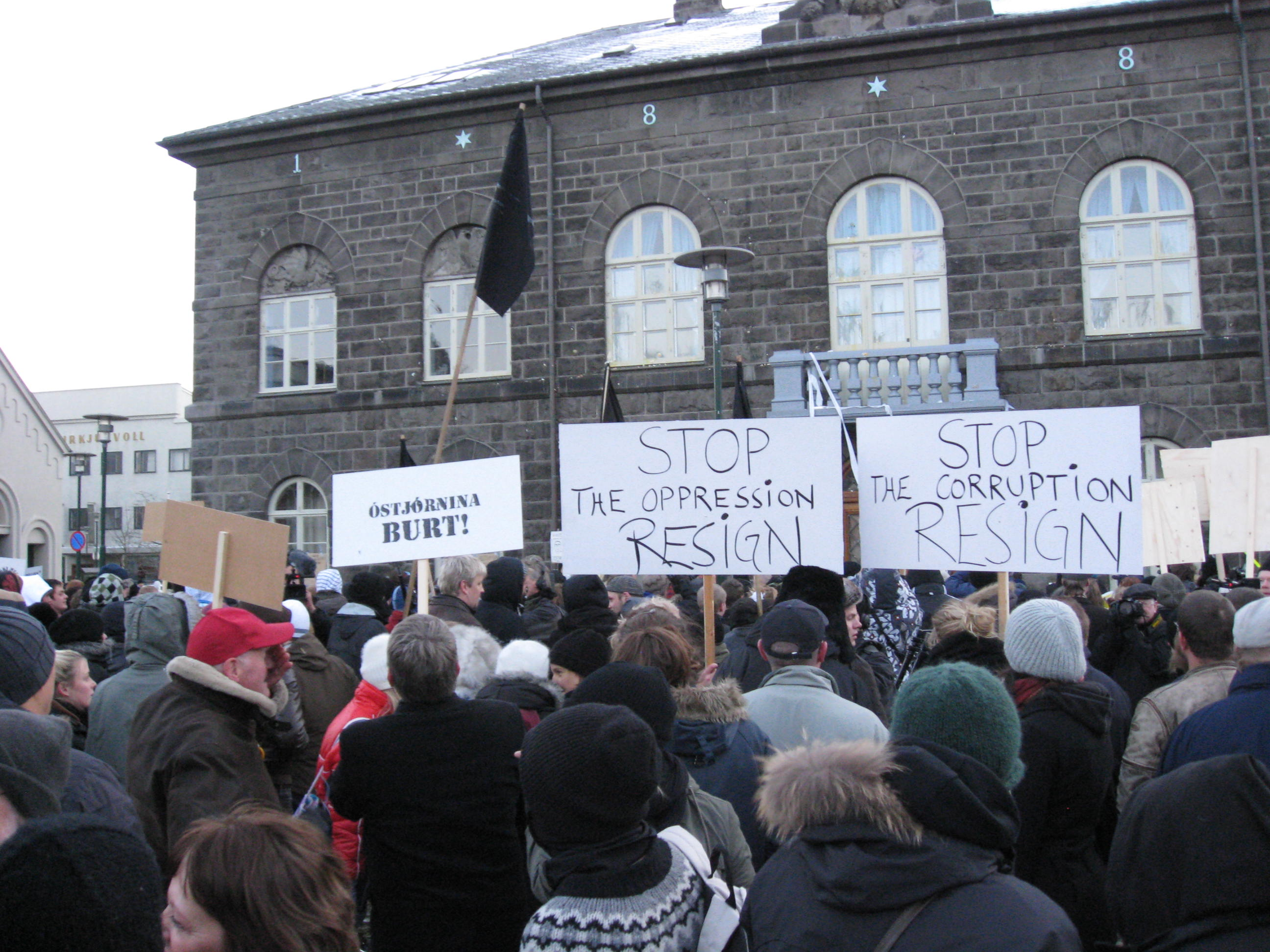
Alguns dos protestantes em frente ao Alþingishús, sede do Parlamento Islandês, em 15 de novembro de 2008

Os protestos contra a crise financeira na Islândia em 2009, também referido como Revolução dos Panelaços, ocorreu, e está ocorrendo, em meio à crise financeira na Islândia. Há protestos esporádicos desde outubro de 2008 contra a atuação do governo da Islândia contra a crise financeira que abate o país. Os protestos intensificaram-se em 20 de janeiro de 2009, com milhares de pessoas realizando protestos no Parlamento (Althing) em Reykjavik.
Os protestos pedem a renúncia geral de todas as autoridades islandesas, e a realização de novas eleições. Os protestos diminuíram, pelo menos na maior parte, com a renúncia do governo de Þingvellir. Um novo governo está sendo formado, e as eleições foram realizadas na primavera (hemisfério norte) de 2009.

## Cronologia

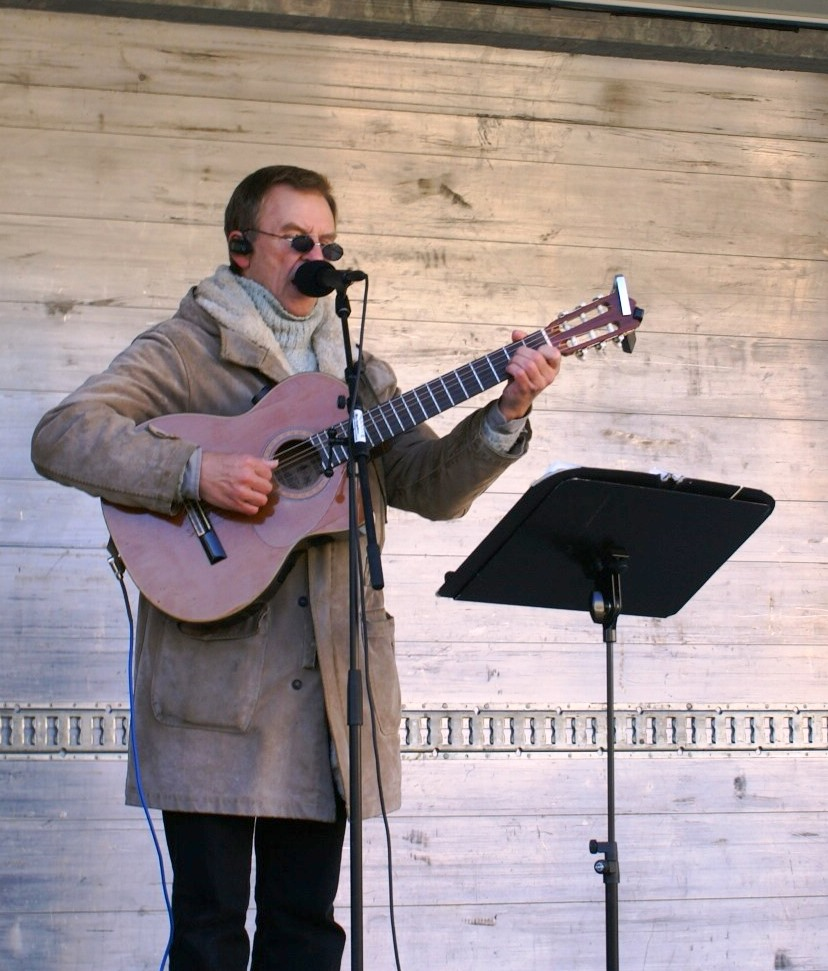
Hördur Torfason no segundo protesto semanal, em 18 de outubro de 2008

Preocupado com o estado da economia da Islândia, Hördur Torfason iniciou um protesto solitário em outubro de 2008. Torfason "apresentou-se em Austurvöllur, a praça em frente ao Parlamento, com microfone e convidou as pessoas a falarem".  No sábado seguinte, ocorreu uma demonstração mais organizada, e os participantes estabeleceram o "Raddir fólksins". O grupo decidiu se reunir todo sábado até o governo cair. Torfason liderou o protesto de um palanque perto da frente do Parlamento.
Em 20 de janeiro de 2009, os protestos viraram tumultos. Entre 1 000 a 2 000 pessoas entraram em confronto com a polícia de choque nos arredores do parlamento (Althing), que usou spray de pimenta. Pelo menos 20 pessoas foram presas, e outras 20 tiveram cuidados médicos devido ao spray de pimenta. Os protestantes bateram panelas e tocaram buzinas para interromper a primeira reunião do ano do primeiro-ministro da Islândia, Geir Haarde, e o Althing. Os protestantes quebraram algumas janelas do parlamento, atirando skyrs e bolas de neve. Também lançaram bombas de fumaça nos jardins do parlamento. O uso de panelas e frigideiras por parte dos protestantes foi denominado pela imprensa local como "Revolução do Panelaço".
Em 21 de janeiro de 2009, os protestos continuaram em Reykjavik, onde o carro do primeiro-ministro foi atingido por bolas de neve, ovos e latas, lançados pelos protestantes que queriam a sua renúncia. Os prédios governamentais foram rodeados por uma multidão de mais de 3.000 pessoas, que lançavam contra os prédios tinta e ovos. A multidão seguiu então para o Althing, onde um protestante subiu no parlamento e pôs uma faixa que dizia "Traição devido à negligência ainda é traição". No entanto, nenhuma pessoa foi presa nesta manifestação.
Em 22 de janeiro, a polícia usou gás lacrimogêneo para dispersar a multidão que estava no Austurvölller (a praça em frente ao Parlamento). Foi a primeira vez que a polícia islandesa usou este recurso desde os protestos anti OTAN em 1949. Cerca de 2.000 protestantes tinham rodeado o prédio desde o dia anterior, e lançaram fogos de artifício, sapatos, toalhas de papel e pedras contra o prédio do parlamento e sua guarda policial. O chefe de polícia de Reykjavik, Stefán Eiríksson, disse que os policiais tentaram dispersar um "núcleo maciço" de "algumas centenas de protestantes" com spray de pimenta antes de usar o gás lacrimogêneo. Eiríksson também disse que esperava a continuação dos protestos, e que isto representava uma nova situação na Islândia.
Apesar do anúncio em 23 de janeiro das eleições parlamentares (que seriam realizadas em 25 de abril de 2009), e do anúncio de que o primeiro-ministro da Islândia, Geir Haarde iria se retirar da política devido a um câncer de esôfago e que não seria um candidato nessas eleições, os protestantes continuaram a encher as ruas, pedindo um novo cenário político e eleições imediatas. Haarde anunciou em 26 de janeiro que ele prepararia sua renúncia como primeiro-ministro o mais rápido possível, após diálogos com a Aliança Democrática Social da Islândia, nos quais ele pediu a manutenção do seu governo após a sua renúncia.

## Comentários
Roger Boyes, do The Times, argumentou que os protestos são parte de uma "nova era de rebelião e tumulto" na Europa, no plano de fundo de protestos semelhantes causados pela crise econômica de 2008-2009 na Letônia, Lituânia e Bulgária, e pelos tumultos na Grécia, que se iniciaram quando um policial matou um adolescente, mas que teve a crise financeira como real motivo.
O professor Rober Wade, da London School of Economics, disse que o governo da Islândia cairia nos dias vindouros, e Fredrik Erixon, do Centro Europeu de Economia Política Internacional, comparou a situação atual com a Revolução Francesa de 1789.
Eirikur Bergmann, do The Guardian, disse que "Enquanto que Barack Obama estava sendo juramentado no Capitólio ontem, o povo da Islândia estava começando a primeira revolução da história da república. A palavra "revolução" deve soar como exagero, mas dá o temperamento calmo que normalmente prevalece-se na política da Islândia. Os eventos em evolução representam, no mínimo, uma revolução no ativismo político." Valur Gunnarsson, também do The Guardian, disse que "o governo da Islândia estava, na última noite, lutando para evitar que fosse o primeiro governo a cair com a crise econômica global." Ele também disse que "os protestantes tinham começado a referir a sua tentativa diária de derrubar o governo como a "Revolução da Caçarola", devido ao panelaço que estavam fazendo ao longo dos protestos".